# 云阳镇 (云阳县)
云阳镇，是中华人民共和国重庆市云阳县下辖的一个乡镇级行政单位。

## 行政区划
云阳镇下辖以下地区：
广场社区、三板桥社区、万寿寺社区、硐村社区、云硐村、三坪村、古寺村、梅树村、水库村、蔬菜村、宝塔村、光华村、民强村和桐盛村。